# تالار نجاران
تالار نجاران زادگاه رسمی مشترک المنافع پنسیلوانیا و محل ملاقات کلیدی در تاریخ اولیه ایالات متحده است. سالن نجار در پارک ملی تاریخی استقلال در فیلادلفیا، پنسیلوانیا واقع شده‌است.
در سال ۱۷۷۵ تکمیل شد، سالن اجتماعات آجری دو طبقه برای شرکت نجاران شهر و شهرستان فیلادلفیا، قدیمی‌ترین صنف صنایع دستی موجود در کشور و هنوز مالکیت خصوصی آن است. نخستین کنگره قاره‌ای در سال ۱۷۷۴ در اینجا تشکیل شد و انجمن قاره‌ای را تصویب و امضا کرد. در ژوئن ۱۷۷۶، آنجا بود که کنفرانس استانی پنسیلوانیا به‌طور رسمی استقلال استان پنسیلوانیا از امپراتوری بریتانیا را اعلام کرد و مشترک المنافع پنسیلوانیا را تأسیس کرد، شبه نظامیان پنسیلوانیا را برای جنگ انقلابی آمریکا بسیج کرد، ماشین‌آلاتی را راه‌اندازی کرد. کنوانسیون استانی پنسیلوانیا از ۱۵ ژوئیه تا ۲۸ سپتامبر در سال ۱۷۷۶، که قانون اساسی پنسیلوانیا را تنظیم کرد و اعلامیه استقلال را قادر ساخت و در نهایت به تصویب رسید. برای مدت کوتاهی در سال ۱۷۷۷ توسط ارتش بریتانیا در طول جنگ اشغال شد.
این سایت در ۱۵ آوریل ۱۹۷۰ به عنوان یک نقطه عطف تاریخی ملی تعیین شد. در ۳۰ نوامبر ۱۹۸۲، کمیسیون تاریخی و موزه پنسیلوانیا موفق به تصویب مجمع عمومی پنسیلوانیا 166(R) HR180 شد تا «تالار نجاران را به عنوان زادگاه رسمی مشترک المنافع پنسیلوانیا به رسمیت بشناسد.»

## تاریخ

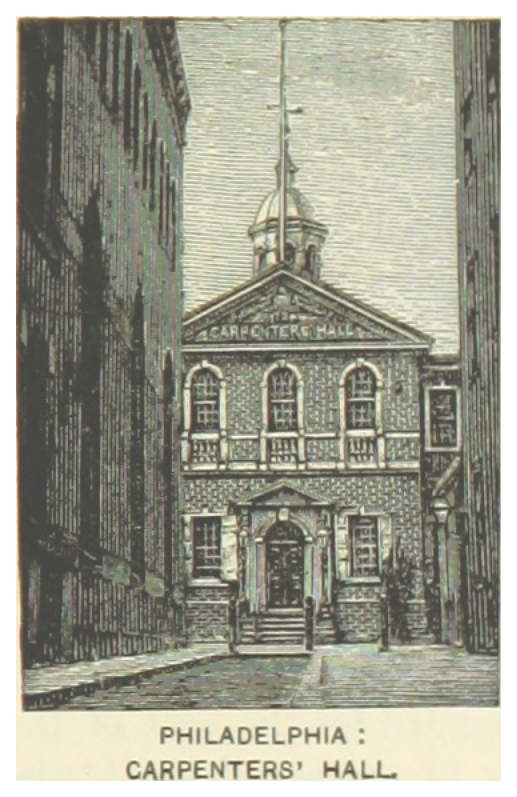
تالار نجار در سال ۱۸۹۱

زمینی که سالن نجاران روی آن ساخته شده‌است از طرف شرکت نجاران فیلادلفیا در سال ۱۷۶۸ توسط بنجامین لاکسلی، رابرت اسمیت و توماس نول خریداری شد. این سالن توسط رابرت اسمیت به سبک جرجی بر اساس تالارهای شهر اسکاتلند، محل تولد اسمیت و ویلاهای پالادیو در ایتالیا طراحی شده‌است. انجمن نجاران اولین جلسه خود را در ۲۱ ژانویه ۱۷۷۱ در آنجا برگزار کرد و تا سال ۱۷۷۷ که ارتش بریتانیا فیلادلفیا را تصرف کرد به این کار ادامه داد. در ۲۳ آوریل ۱۷۷۳ (روز سنت جورج)، از آن برای جلسه تأسیس انجمن سنت جورج فیلادلفیا استفاده شد.
نخستین کنگره قاره‌ای مستعمرات سیزده‌گانه آمریکای شمالی از ۵ سپتامبر تا ۲۶ اکتبر ۱۷۷۴ در اینجا تشکیل شد، زیرا مجلس ایالتی پنسیلوانیا (سالن استقلال) توسط مجمع استانی میانه‌رو پنسیلوانیا مورد استفاده قرار می‌گرفت. در اینجا بود که کنگره تصمیم گرفت واردات بیشتر بردگان را ممنوع کند و تجارت برده در مستعمرات را متوقف کند، گامی به سوی حذف تدریجی برده‌داری در آمریکای شمالی بریتانیا حساب می‌شد. این ساختمان به عنوان محل تجمع تاریخچه‌ای طولانی دارد و خانه مستاجران متعددی در هنر، علوم و تجارت بوده‌است. سالن اجتماعات به عنوان بیمارستانی برای سربازان بریتانیایی و آمریکایی در جنگ انقلاب عمل می‌کرد و مؤسسات دیگری در فیلادلفیا جلساتی را در سالن نجاران برگزار کرده‌اند، از جمله شرکت کتابخانه فرانکلین فیلادلفیا، انجمن فلسفی آمریکا، و بانک اول و دوم ایالات متحده آمریکا. گمرک فدرال در فیلادلفیا بین سال‌های ۱۸۰۲ و ۱۸۱۹ در به جز یک وقفه کوتاه بین ژانویه و آوریل ۱۸۱۱ تالار کارپنتر قرار داشت.
این تالار در سال ۱۹۷۰ به عنوان یک بنای تاریخی ملی اعلام شد.
مقامات متعددی از تالار نجاران از جمله وارن ای. برگر، رئیس دیوان عالی ایالات متحده، شاه کارل شانزدهم گوستاف و ملکه سیلویا سوئد، رئیس‌جمهور واتسلاف هاول از جمهوری چک، رئیس‌جمهور گونتیس اولامیس از لتونی و جورج دابلیو بوش فرماندار تگزاس (بعدها ایالات متحده آمریکا) با فرماندار پنسیلوانیا تام ریج از تالار نجاران بازدید کرده‌اند.
امروزه تالار نجاران برای عموم رایگان است و سالانه بیش از ۱۵۰۰۰۰ گردشگر از سراسر جهان از آن بازدید می‌کنند. این سازه هنوز هم به هدفی که برای آن ساخته شده‌است، محل ملاقات برای جلسات شرکت نجاران خدمت می‌کند.

## ساخت و طراحی
«در این دیوارها هنری، هنکوک و آدامز از نمایندگان مستعمرات با وروه و سینیو برای زحمات جنگ الهام گرفتند»

کتیبه بر سردر جنوبی اتاق اجتماعات
شرکت نجاران در سال ۱۷۲۴ تأسیس شد، اما هیچ خانه جلسه‌ای برای خود نداشت و برای جلسات خود به اتاق‌های میخانه اجاره ای متوسل می‌شد. اعضای شرکت نجاران سرانجام در سال ۱۷۶۸ یک سایت ساختمانی جدید در خیابان چستنات، چند صد فوت از خانه بنجامین فرانکلین انتخاب کردند. رابرت اسمیت نقشه‌های طراحی را ارائه کرد، اما بر ساخت سالن نظارت نکرد. تصمیم برای ادامه ساخت و ساز در ۳۰ ژانویه ۱۷۷۰ گرفته شد. ساخت و ساز در اوت ۱۷۷۴ به پایان رسید

## آلبوم عکس
|  |  |

|  |  |  |